# Geretsberg
Geretsberg – miejscowość i gmina w Austrii, w kraju związkowym Górna Austria, w powiecie Braunau am Inn. Liczy 1,1 tys. mieszkańców.